# Championnat de Gambie de football 2007
Navigation
Édition précédente Édition suivante
La saison 2007 du Championnat de Gambie de football est la trente-neuvième édition de la GFA League Division I, le championnat national de première division en Gambie. Les dix équipes engagées sont regroupées au sein d'une poule unique où elles affrontent deux fois leurs adversaires, à domicile et à l'extérieur. En fin de saison, pour permettre l'extension du championnat à 12 clubs, il n'y a pas de relégation et les deux meilleurs clubs de deuxième division sont promus.
C'est le Real de Banjul qui remporte la compétition cette saison après avoir terminé en tête du classement, avec trois points d'avance sur le duo Gamtel FC-Wallidan FC. C'est le dixième titre de champion de Gambie de l'histoire du club qui manque le doublé en s'inclinant en finale de la Coupe de Gambie face à Gambia Ports Authority.

## Participants
- Wallidan FC
- Steve Biko FC
- Real de Banjul
- Sea View FC - Promu de D2
- Hawks FC
- Gambia Ports Authority
- Armed Forces FC
- Bakau United FC
- Sait Matty FC - Promu de D2
- Gamtel FC

## Compétition

### Classement
Le classement est établi sur le barème de points suivant : victoire à 3 points, match nul à 1, défaite à 0.
| Rang | Équipe                     | Pts | J  | G  | N | P  | Bp | Bc | Diff |
| ---- | -------------------------- | --- | -- | -- | - | -- | -- | -- | ---- |
| 1    | Real de Banjul             | 35  | 18 | 10 | 5 | 3  | 15 | 6  | +9   |
| 2    | Gamtel FC                  | 32  | 18 | 9  | 5 | 4  | 19 | 15 | +4   |
| 3    | Wallidan FC                | 32  | 18 | 9  | 5 | 4  | 16 | 12 | +4   |
| 4    | Gambia Ports Authority'T'C | 31  | 18 | 8  | 7 | 3  | 18 | 10 | +8   |
| 5    | Hawks FC                   | 23  | 18 | 6  | 5 | 7  | 19 | 16 | +3   |
| 6    | Armed Forces FC            | 23  | 18 | 6  | 5 | 7  | 12 | 10 | +2   |
| 7    | Sait Matty FCP             | 18  | 18 | 4  | 6 | 8  | 11 | 19 | -8   |
| 8    | Bakau United FC            | 16  | 18 | 3  | 7 | 8  | 11 | 19 | -8   |
| 9    | Sea View FCP               | 16  | 18 | 4  | 4 | 10 | 11 | 17 | -6   |
| 10   | Steve Biko FC              | 15  | 18 | 2  | 9 | 7  | 8  | 16 | -8   |

|  | Qualification pour la Ligue des champions de la CAF 2008                               |
|  | Qualification pour la Coupe de la confédération 2008                                   |
|  | T : Tenant du titre C : Vainqueur de la Coupe de Gambie P : Promu de deuxième division |

## Bilan de la saison
| Championnat de Gambie de football 2007 |                                  |
| Champion                               | Real de Banjul (10e titre)       |
| Coupes et trophées                     |                                  |
| Vainqueur de la Coupe de Gambie 2007   | Gambia Ports Authority           |
| Qualifications continentales           |                                  |
| Ligue des champions de la CAF 2008     | Real de Banjul (forfait)         |
| Coupe de la confédération 2008         | Gambia Ports Authority           |
| Promotions et relégations              |                                  |
| Promus en GFA League Division I        | Interior FC                      |
| Promus en GFA League Division I        | Samger FC                        |
| Relégués en GFA League Division II     | Aucun (passage de 10 à 12 clubs) |